# Шаумяновский район (Азербайджанская ССР)
Шаумя́новский райо́н (азерб. Şaumyan rayonu, арм. Շահումյանի շրջան) — административная единица в составе Азербайджанской ССР.

## История
Указом Президиума Верховного Совета Азербайджанской ССР от 14 января 1991 года и решением Верховного Совета Азербайджанской ССР от 7 февраля 1991 года Шаумяновский (сельский) район был упразднён и присоединён к территории Касум-Исмайловского района, переименованного в Гёранбойский район.

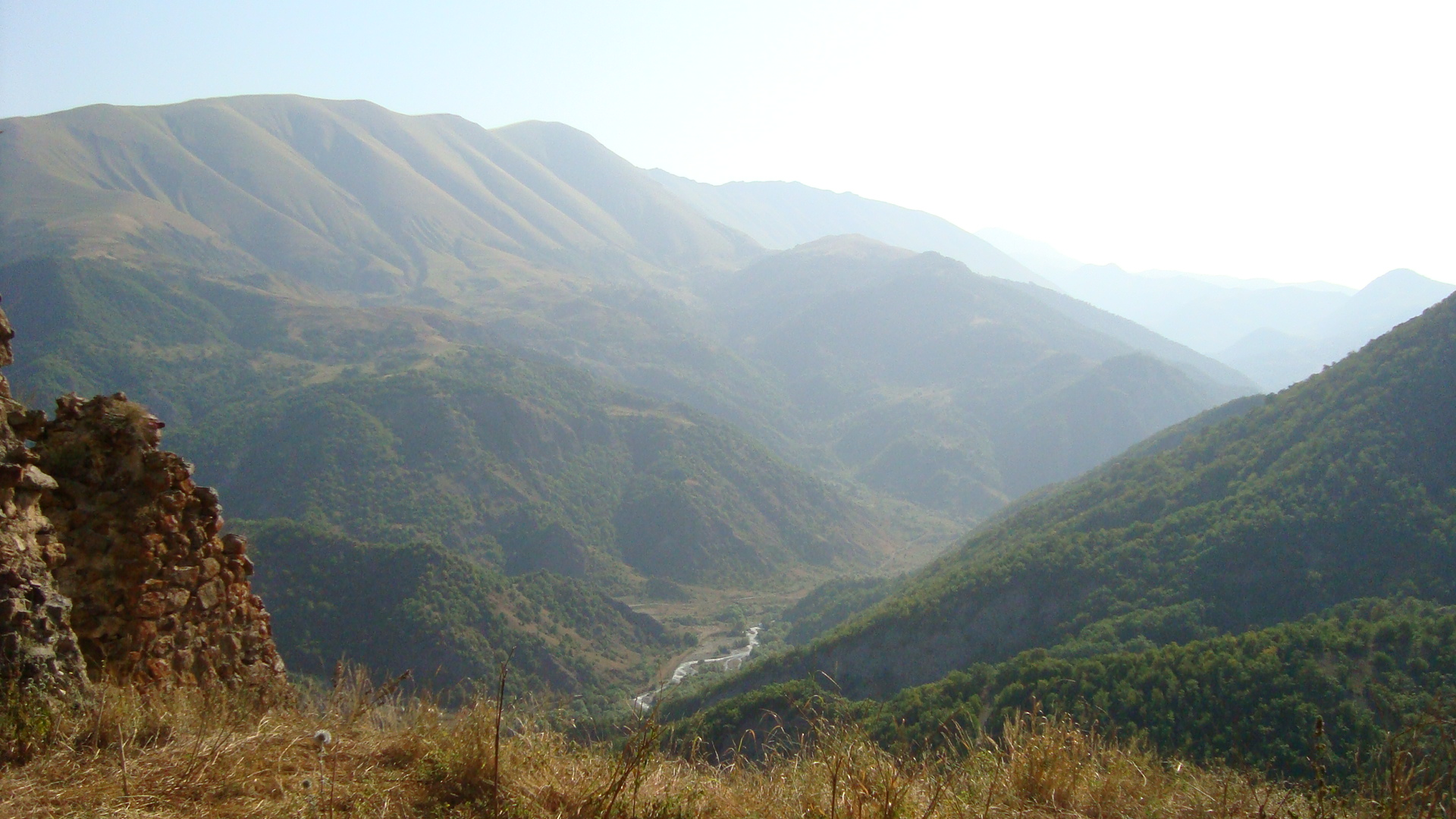
Шаумяновский район

2 сентября 1991 года совместная сессия Нагорно-Карабахского областного и Шаумяновского районного Советов народных депутатов провозгласила образование Нагорно-Карабахской Республики (НКР) в границах Нагорно-Карабахской автономной области (НКАО) и Шаумяновского района Азербайджанской ССР.
Летом 1992 года в ходе наступления азербайджанских войск армянское население вытеснялось на юг. В ходе Карабахского конфликта бо́льшая часть мирного населения бежала в Армению, непризнанную Нагорно-Карабахскую Республику или Россию.
В настоящий момент, согласно административно-территориальному делению Азербайджана, территория бывшего Шаумяновского района АзССР входит в Геранбойский район Азербайджана.

## Население
По состоянию на 1989 год более половины населённых пунктов Шаумяновского района Азербайджанской ССР были населены армянами. К таковым относились:
- пгт. Шаумяновск (ныне пос. Ашагы-Агджакенд[7])
- с. Хархапут (ныне Мешали[азерб.][8]),
- пос. Юхары-Агджакенд,
- с. Баллыкая (ныне Юхары-Баллыгая[9]),
- с. Армянские Борисы (ныне  Бёрю[10]),
- с. Бузлук[азерб.],
- с. Башкышлак[азерб.],
- с. Гюлистан,
- с. Карачинар[азерб.],
- с. Еникенд[азерб.],
- с. Гахтут[азерб.],
- с. Манашид (ныне Манашли[азерб.][10]),
- с. Эркеч.

Азербайджанское население имели следующие населённые пункты:
- с. Гюрзалар[азерб.],
- с. Зейва[азерб.],
- с. Шефек[азерб.],
- с. Тодан[азерб.].

Также в районе имелось одно русское село — Русские Борисы.
13 июня 1992 года жители посёлка со всем армянским населением района подверглись насильственной депортации из Шаумяновского района Азербайджанской ССР.
В настоящее время в посёлке Ашагы Агджакенд (бывший Шаумяновск), а так же в других близлежащих сёлах бывшего Шаумяновского района Азербайджанской ССР проживают азербайджанцы, в том числе вынужденные переселенцы из города Ходжалы. 
В 2010 году численность населения Ашагы Агджакенд оценивалось в 708 человек.